# The Guide (Wommat)
Albums de Youssou N'Dour
Eyes Open
(1992) Gainde – Voices from the Heart of Africa
(1996)
The Guide (Wommat) est un album de musique de l'auteur-compositeur-interprète sénégalais Youssou N'Dour sorti en 1994 chez Columbia Records. 

## Liste des titres
| 1.         | Leaving (Dem)                | Youssou N'Dour                                           |                        | 05:03 |
| 2.         | Old Man (Gorgui)             | Youssou N'Dour                                           |                        | 06:30 |
| 3.         | Without a Smile (Same)       | Youssou N'Dour                                           | avec Branford Marsalis | 04:12 |
| 4.         | Mame Bamba                   | Youssou N'Dour                                           |                        | 04:58 |
| 5.         | 7 Seconds                    | Neneh Cherry/Cameron McVey/Youssou N'Dour/Jonathan Sharp | avec Neneh Cherry      | 05:06 |
| 6.         | How You Are (No Mele)        | Youssou N'Dour                                           |                        | 03:39 |
| 7.         | Generations (Diamono)        | Youssou N'Dour                                           |                        | 05:46 |
| 8.         | Tourista                     | Youssou N'Dour                                           |                        | 04:36 |
| 9.         | Undecided (Japoulo)          | Youssou N'Dour                                           |                        | 05:26 |
| 10.        | Love One Another (Beuguente) | Youssou N'Dour                                           |                        | 04:51 |
| 11.        | Life (Adouna)                | Youssou N'Dour                                           |                        | 04:04 |
| 12.        | My People (Samay Nit)        | Youssou N'Dour                                           |                        | 04:38 |
| 13.        | Oh Boy                       | Youssou N'Dour                                           |                        | 04:37 |
| 14.        | Silence (Tongo)              | Youssou N'Dour                                           |                        | 04:38 |
| 15.        | Chimes of Freedom            | Bob Dylan/Youssou N'Dour                                 |                        | 04:51 |
| 73 minutes |                              |                                                          |                        |       |

## Classements
| Pays       | Meilleure position | Certification | Ventes  |
| ---------- | ------------------ | ------------- | ------- |
| États-Unis | 2                  |               |         |
| France     | 15                 | Or            | 200 000 |
| Italie     | 4                  | Platine       | 100 000 |